# جورج وايث
جورج وايث (بالإنجليزية: George Wythe)‏ (و. 1726 – 1806 م) هو قانوني، وأستاذ جامعي، ومحامي، وقاضي من المملكة المتحدة.
توفي في ريتشموند، عن عمر يناهز 80 عاماً.

## التعليم
تعلم في كلية وليام أند ماري.

## روابط خارجية
- جورج وايث على موقع الموسوعة البريطانية (الإنجليزية)